# Campionati europei di ciclismo su pista 2020 - Inseguimento individuale femminile
L'inseguimento individuale femminile ai Campionati europei di ciclismo su pista 2020 si è svolta il 13 novembre 2020 presso il velodromo Kolodruma di Plovdiv, in Bulgaria.

## Podio
| Pos.    | Atleta           | Nazionalità   |
| ------- | ---------------- | ------------- |
| Oro     | Neah Evans       | Gran Bretagna |
| Argento | Martina Alzini   | Italia        |
| Bronzo  | Silvia Valsecchi | Italia        |

## Risultati

### Qualifiche
I migliori 2 tempi si qualificano alla finale per l'oro, il terzo e quarto tempo alla finale per il bronzo.
| Posizione | Atleta             | Nazione       | Tempo    | Gap     | Note |
| --------- | ------------------ | ------------- | -------- | ------- | ---- |
| 1         | Neah Evans         | Gran Bretagna | 3:26.826 |         | Q    |
| 2         | Martina Alzini     | Italia        | 3:26.836 | +0.010  | Q    |
| 3         | Josie Knight       | Gran Bretagna | 3:28.387 | +1.561  | q    |
| 4         | Silvia Valsecchi   | Italia        | 3:28.751 | +1.925  | q    |
| 5         | Tamara Dronova     | Russia        | 3:33.089 | +6.263  |      |
| 6         | Hanna Tserakh      | Bielorussia   | 3:35.181 | +8.355  |      |
| 7         | Léna Mettraux      | Svizzera      | 3:37.853 | +11.027 |      |
| 8         | Sandra Alonso      | Spagna        | 3:41.224 | +14.398 |      |
| 9         | Michelle Andres    | Svizzera      | 3:41.648 | +14.822 |      |
| 10        | Patrycja Lorkowska | Polonia       | 3:45.188 | +18.362 |      |
| 11        | Tereza Medvedova   | Slovacchia    | 3:46.045 | +19.219 |      |

### Finali
| Posizione            | Atleta           | Nazione       | Tempo    | Gap    |
| -------------------- | ---------------- | ------------- | -------- | ------ |
| Finale per l'Oro     |                  |               |          |        |
| 1                    | Neah Evans       | Gran Bretagna | 3:29.456 |        |
| 2                    | Martina Alzini   | Italia        | 3:32.386 | +2.930 |
| Finale per il Bronzo |                  |               |          |        |
| 3                    | Silvia Valsecchi | Italia        | 3:28.878 |        |
| 4                    | Josie Knight     | Gran Bretagna | 3:31.519 | +2.642 |